# Sanjūsangen-dō

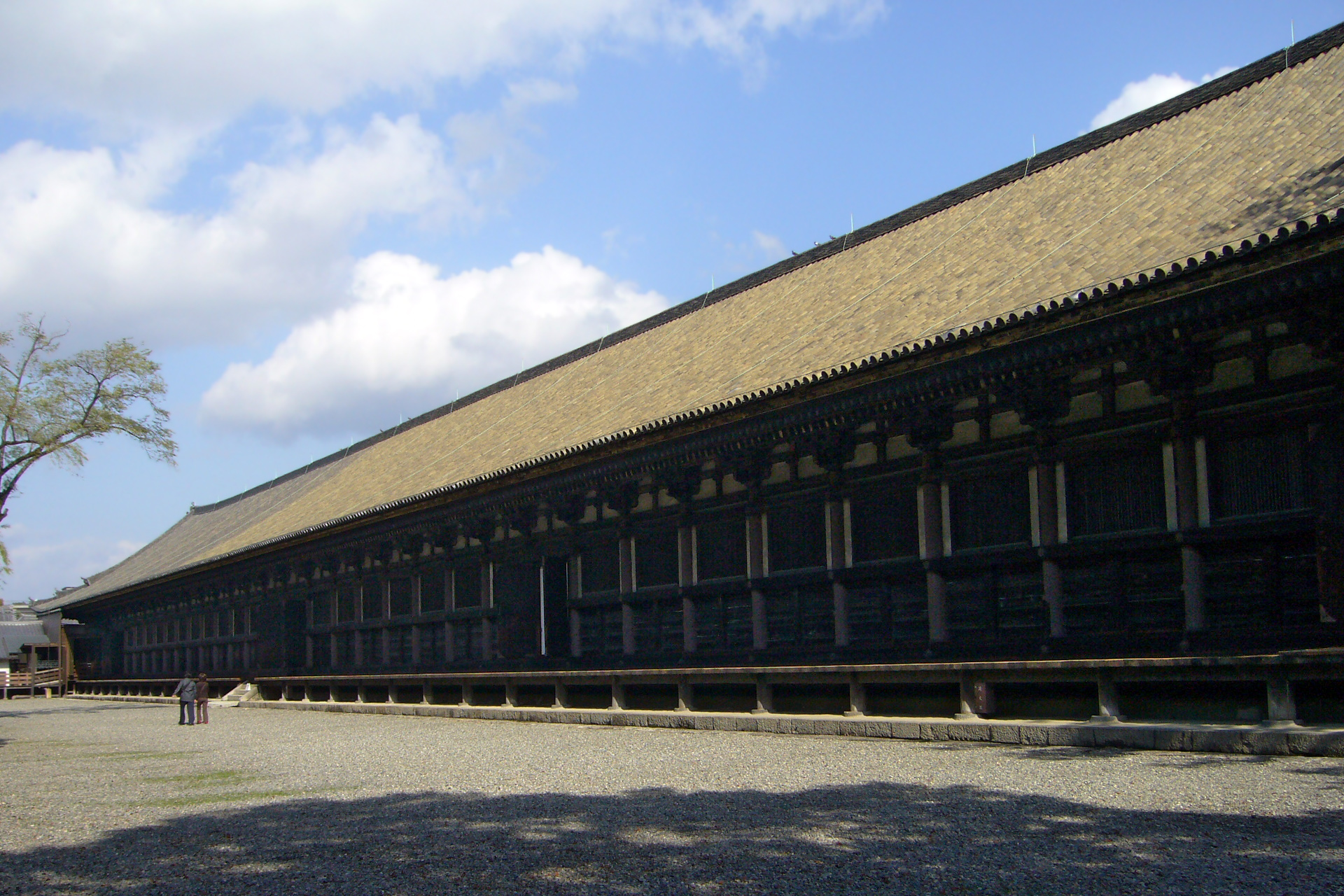
Sanjūsangen-dō.

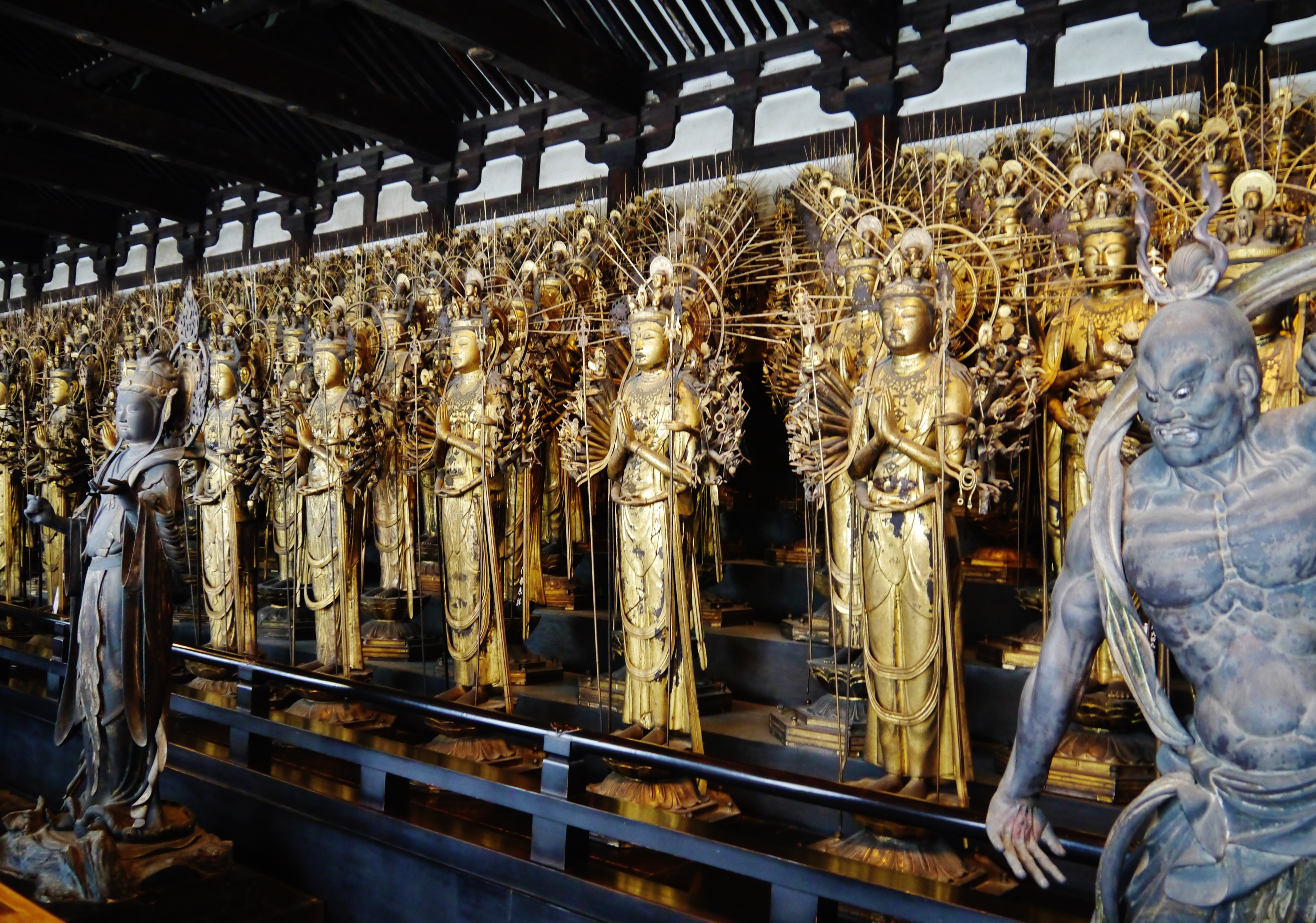
Estatuas de Buda en la sala principal del templo

Sanjūsangen-dō (三十三間堂?) es un templo budista en el distrito de Higashiyama en Kioto, Japón. Conocido oficialmente como Rengeō-in (蓮華王院), Sanjūsangen-dō pertenece y es dirigido por el Myoho-in, parte de la escuela budista Tendaishū. El nombre del templo literalmente se traduce por edificio con treinta y tres espacios, que hace referencia a los exactamente treinta y tres espacios que separan las columnas que mantienen el templo en pie.

## Historia
Taira no Kiyomori completó la construcción del templo bajo el servicio del Emperador Go-Shirakawa en 1164. El complejo del templo sufrió un incendio en 1249 y solamente el edificio principal fue reconstruido en el 1266. 
El edificio principal del templo se considera el edificio de madera más largo de Japón. Dentro de esta construcción se encuentran las famosas estatuas por las que el templo es conocido.
La deidad principal del templo es Sahasrabhuja-arya-avalokiteśvara, conocida más comúnmente como la Kannon de los mil brazos, o simplemente Kannon. Esta estatua fue creada por el escultor del período Kamakura Tankei y es un tesoro nacional de Japón. A ambos lados de la estatua se encuentran en 10 filas y 50 columnas 1000 estatuas de tamaño menor del Kannon de los mil brazos. De estas estatuas, 124 fueron rescatadas del templo original tras el incendio de 1249, mientras que las restantes 876 fueron construidas en el siglo trece. Las estatuas están hechas de madera de ciprés japonés y son la imagen más conocida del templo. A su vez al pie de estas estatuas se pueden ver otras 28 estatuas de deidades guardianas, de las cuales las más importantes son las de Raijin y Fujin, que se encuentran respectivamente al comienzo y al final del edificio, y que también son tesoros nacionales de Japón.

## Eventos
En enero, se celebra en el templo un evento conocido como el "Rito del Sauce" (柳枝のお加持, Yanagi no okaji), en el cual los fieles son tocados en sus cabezas con una rama de sauce sagrada para curar y prevenir los dolores de cabeza. También es famoso el torneo de tiro con arco japonés, llamado Tōshiya (通し矢), que se viene celebrando desde el período Edo en el mismo lugar.
- Wikimedia Commons alberga una categoría multimedia sobre Sanjūsangen-dō.

- Datos: Q653319
- Multimedia: Sanjūsangen-dō / Q653319